# Blackmore
Blackmore é uma vila no condado de Essex na Inglaterra.